# Чикишев, Анатолий Григорьевич
Анатолий Григорьевич Чикишев — советский и российский физико-географ, карстовед. Доктор географических наук, профессор Московского государственного открытого педагогического института (университета). Заслуженный деятель науки Российской Федерации (1993). Участник Великой Отечественной войны.

## Биография
В 1961 г. защитил диссертацию на соискание учёной степени кандидата географических наук по теме «Средний Урал : Природные особенности и физ.-геогр. районирование». В 1985 г. защитил диссертацию на соискание учёной степени доктора географических наук по теме «Карст Русской равнины : Ландшафтно-географический подход к региональной характеристике карста».
Работал в Московском государственном открытом педагогическом институте /университете / Московском государственном гуманитарном университете им М. В. Шолохова

### Диссертации
- Средний Урал : Природные особенности и физико-географическое районирование : диссертация … кандидата географических наук : 11.00.00. — Москва, 1961. — 414 с
- Карст Русской равнины : Ландшафтно-географический подход к региональной характеристике карста : диссертация … доктора географических наук : 11.00.01. — Москва, 1985. — 412 с.